# Carex nandadeviensis
Carex nandadeviensis là một loài thực vật có hoa trong họ Cói. Loài này được Ghildyal, U.C.Bhattach. & Hajra mô tả khoa học đầu tiên năm 1986.